# Saulo Estevao da Costa Pimenta
Saulo Estevao da Costa Pimenta (* 11. April 1974 in São Paulo) ist ein ehemaliger brasilianischer Fußballspieler.

## Karriere
Saulo spielte in seiner brasilianischen Heimat für den Nacional FC (AM). Danach spielte er bei RSC Anderlecht und Athinaikos Athen. 1999 wechselte er zum japanischen Zweitligisten Albirex Niigata. Für den Verein bestritt er 23 Zweitligaspiele und schoss dabei sechs Tore.